# Mike Schmid
Michael «Mike» Schmid (* 18. März 1984 in Frutigen) ist ein ehemaliger Schweizer Freestyle-Skier. Er ist auf die Disziplin Skicross spezialisiert. Sein grösster Erfolg ist der Olympiasieg im Jahr 2010.

## Biografie
Schmid begann zunächst als Alpinskifahrer, gab diese Sportart jedoch im Alter von 16 Jahren auf und wandte sich dem Skicross zu. Am 18. Januar 2004 debütierte er in Laax im Weltcup und kam dabei auf den 38. Platz. Erstmals Weltcuppunkte holte er am 15. Januar 2005, als er in Pozza di Fassa auf Platz 22 fuhr. Sechs Tage später folgte in Kreischberg die erste Top-10-Platzierung. Bei der WM 2005 in Ruka erzielte er als Sechster sein bis dahin bestes Ergebnis.
Am 20. Januar 2006 wurde Schmid in Kreischberg Zweiter und stand damit erstmals in einem Weltcuprennen auf dem Podest. Fast ein Jahr später folgte in Inawashiro ein dritter Platz. Bei der WM 2007 fuhr er auf Platz 10. Zwei weitere Podestplätze kamen in der Saison 2007/08 hinzu. Am 5. Januar 2009 gelang Schmid in St. Johann in Tirol der erste Weltcupsieg. Hingegen verlief die WM 2009 in Inawashiro mit dem 15. Platz eher enttäuschend.
Schmid konnte im Dezember 2009 in Innichen die beiden ersten Weltcuprennen der Saison für sich entscheiden. Er belegte in der Saison 2009/10 bisher nie einen schlechteren Platz als den fünften. Bei den Olympischen Winterspielen 2010 wurde er am 21. Februar erster Olympiasieger in dieser Disziplin, vor dem Österreicher Andreas Matt und dem Norweger Audun Grønvold. Schmid war in der Qualifikation die schnellste Zeit gefahren und hatte auch sämtliche Finalläufe für sich entschieden. Mit dem Sieg am 14. März 2010 in Hasliberg sicherte er sich vorzeitig den Gewinn der Skicross-Weltcupwertung.
Im Juni 2010 erlitt Schmid beim Training einen Kreuzbandriss am linken Knie und verpasste aus diesem Grund die Saison 2010/11. Kaum genesen, zog er sich beim freien Skifahren einen weiteren Kreuzbandriss zu, dieses Mal am rechten Knie. Nachdem er fast zwei Jahre keinen Ernstkampf mehr bestritten hatte, gab er am 17. Februar 2012 sein Comeback und belegte beim stark besetzten Europacuprennen in Davos den zweiten Platz. Acht Tage später griff er in Götschen wieder ins Weltcupgeschehen ein und wurde Fünfter.
Schmid, ein Cousin von Beachvolleyballerin Nadine Zumkehr, ist gelernter Strassenbauer und übt diesen Beruf während der Sommerpause weiterhin aus. In seinem Geburtsort Frutigen wurde eine Strasse gebaut, die nach ihm benannt ist. Dabei war er persönlich an den Bauarbeiten beteiligt, da das Strassenbau-Unternehmen seines Vaters den Zuschlag erhalten hatte.

## Erfolge

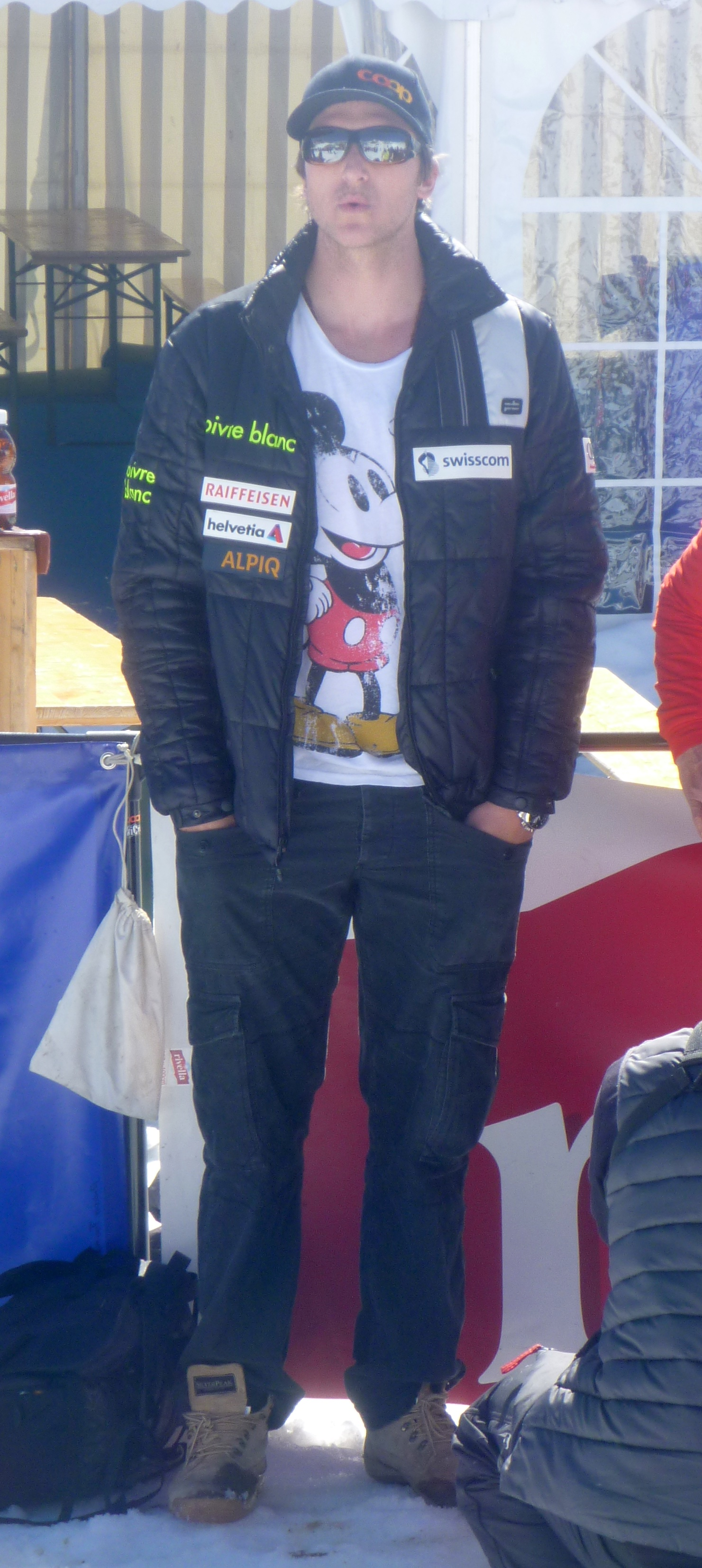
Mike Schmid als Zuschauer bei den Schweizer Meisterschaften 2011, Arosa

### Olympische Spiele
- 2010 Vancouver: 1. Skicross

### Weltmeisterschaften
- 2005 Ruka: 6. Skicross
- 2007 Madonna di Campiglio: 10. Skicross
- 2009 Inawashiro: 15. Skicross

### Weltcupwertungen
- Saison 2005/06: 6. Skicross-Weltcup
- Saison 2006/07: 4. Skicross-Weltcup
- Saison 2007/08: 8. Skicross-Weltcup
- Saison 2008/09: 9. Skicross-Weltcup
- Saison 2009/10: 2. Gesamtweltcup, 1. Skicross-Weltcup

### Weltcupsiege
Schmid errang bis jetzt 13 Podestplätze, davon 6 Siege:
| Datum             | Ort                 | Land       |
| ----------------- | ------------------- | ---------- |
| 5. Januar 2009    | St. Johann in Tirol | Österreich |
| 21. Dezember 2009 | Innichen            | Italien    |
| 22. Dezember 2009 | Innichen            | Italien    |
| 6. März 2010      | Branäs              | Schweden   |
| 14. März 2010     | Hasliberg           | Schweiz    |
| 20. März 2010     | Sierra Nevada       | Spanien    |

### Weitere Erfolge
- 3 Podestplätze im Europacup, davon 2 Siege
- 2 Siege im Nor-Am Cup